# حذف هوفمان
حذف هوفمان ، والمعروف أيضًا باسم المثيلة الشاملة، هو عملية يتفاعل فيها الأمونيوم الرباعي ليخلق أملاحًا ثالثة وألكينًا بالمعالجة باستخدام فائض من ميثيل اليوُد يليه العلاج بأكسيد الفضة والماء والحرارة.
بعد الخطوة الأولى، يتم إنشاء ملح اليود أمونيوم رباعي. بعد استبدال اليود بواسطة أنيون الهيدروكسيل، يحدث تفاعل إزالة لتكوين الألكين.
مع الأمينات غير المتناظرة، يعتبر منتج الألكين الرئيسي هو الأقل استبدالا، والأقل استقرارا عموما، وهي الملاحظة المعروفة باسم قاعدة هوفمان. هذا في تناقض مباشر مع تفاعلات الإزالة العادية حيث يكون المنتج المستبدل الأكثر استقرارًا هو المسيطر (قاعدة زايتسيف).
سبب التسمية دلالة مكتشفه، أغسطس فيلهلم فون هوفمان.
مثال على ذلك هو تركيب trans-cyclooctene:
في اختبار كيميائي ذي صلة يسمى مجموعة هيرزيغ ماير ألكيميد، يسمح للأمين الثلاثي مع مجموعة ميثيل واحدة على الأقل ويفتقر إلى بروتون بيتا بالتفاعل مع يوديد الهيدروجين إلى ملح الأمونيوم الرباعي الذي يتحلل عند تسخينه إلى اليودومان والأمين الثانوي.

## روابط اضافية
- An animation of the mechanism of the Hofmann elimination